# Ethmia bipunctella
Espèce
Ethmia bipunctella est une espèce de lépidoptères (papillons) de la famille des Depressariidae et de la sous-famille des Ethmiinae.
Il vit en Europe centrale et du sud, en Asie, en Afrique du Nord et au nord-est de l'Amérique du Nord.
Il a une envergure de 19 à 28 mm. Il vole de juin à septembre selon les endroits sur deux générations.
Sa chenille se nourrit sur la Vipérine commune mais aussi sur la Buglosse officinale et sur d'autres plantes du genre Consoude.

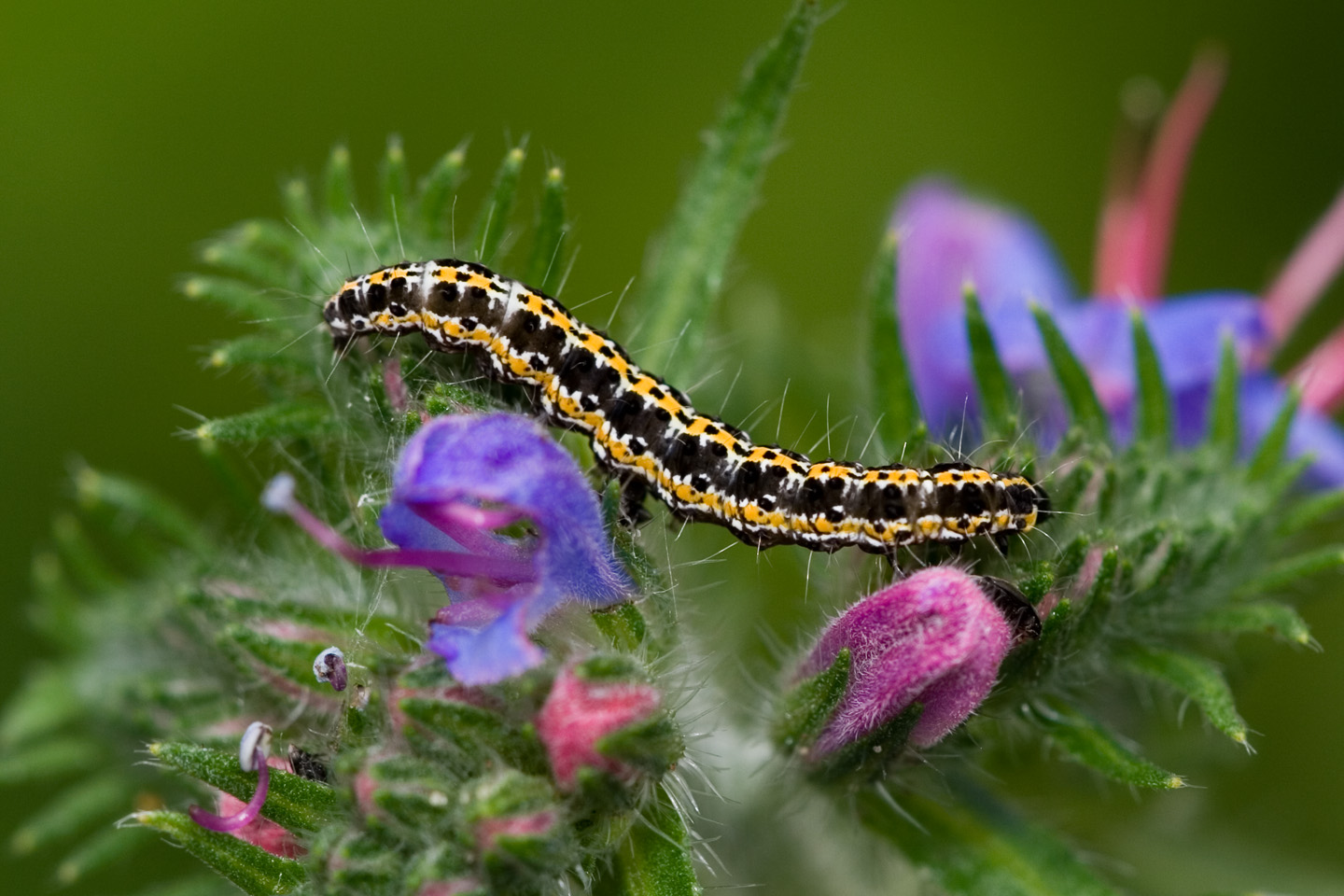
Chenille
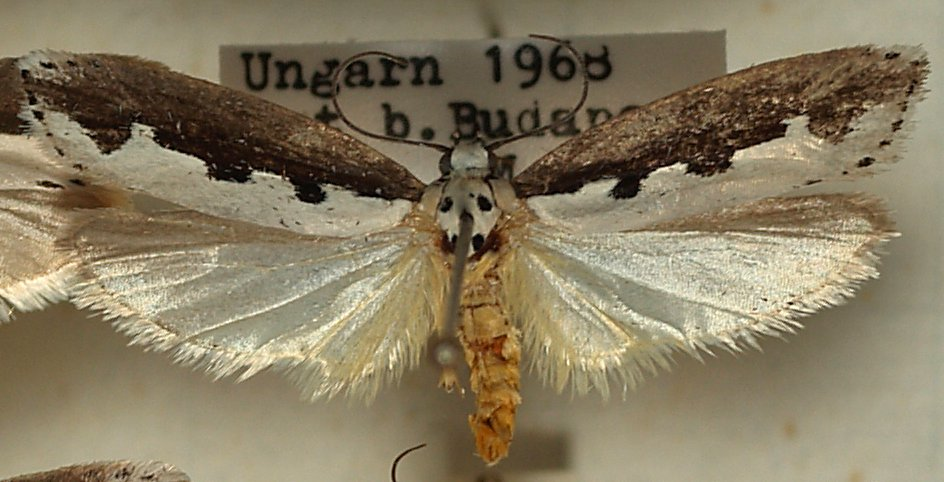